# Siri Fagerudd
Siri Fagerudd, född 19 oktober 1995 i Helsingfors, är en finlandssvensk skådespelare och programledare, bosatt i Sverige. Hon fick sitt genombrott som huvudrollen Linnéa i ungdomsserien Vakuum som visades på YLE och SVT med premiär i december 2019, samt i rollen som Josefin i säsong 3 av Tjockare än vatten. Hon har jobbat på Uppsala stadsteater, Strindbergs Intima Teater och Wasa Teater, samt gästspelat med sin egen pjäs En försvarares dårtal på bland annat Göteborgs stadsteater. Siri Fagerudd var Radio Vegas sommarpratare år 2019 och 2023. Hon har varit programledare i Radio X3M i Finland och är numera programledare i P3.  

## Biografi
Fagerudd är dotter till skådespelaren Johan Fagerudd och kulturjournalisten Wivan Nygård-Fagerudd. Hon är utbildad vid Teaterhögskolan i Stockholm 2016-2019.

## Teater

### Roller
| År   | Roll | Produktion                     | Regi            | Teater                    |
| ---- | ---- | ------------------------------ | --------------- | ------------------------- |
| 2019 |      | På tunn is                     | Anna Pettersson | Uppsala stadsteater       |
| 2019 |      | En Jul-Afton                   | Anna Pettersson | Strindbergs Intima Teater |
| 2020 |      | Projekt: Modern                | Anna Pettersson | Strindbergs Intima Teater |
| 2021 |      | Svindlande höjder Emily Brontë | Melody Parker   | Uppsala stadsteater       |
| 2023 |      | Solchanser                     | Jakob Johansson | Wasa Teater               |